# ルッカ・ボルジェス・ジ・ブリト
ルッカ (Lucca) ことルッカ・ボルジェス・ジ・ブリト（Lucca Borges de Brito, 1990年2月14日 - ）は、ブラジル・マラニョン州アウト・パルナイーバ出身のサッカー選手。ポジションはFW（左ウィング）。

## クラブ歴
パウマスFRの下部組織出身でトップチームに昇格。その後、イトゥイウタバECを経てクリシューマECに加入した。アソシアソン・シャペコエンセ・ジ・フチボウ、クルゼイロECへの期限付き移籍を経て、2015年9月15日に2016年5月までの契約でSCコリンチャンス・パウリスタに期限付き移籍。5月10日に450万レアル程度と見積もられる額で完全移籍した。
2022年1月14日、フルミネンセFCとの契約を解除しAAポンチ・プレッタへ復帰することが発表された。

## タイトル
パウマス
- カンピオナート・トカンチネンセ : 2007

クリシューマ
- U-20カンピオナート・カタリネンセ : 2010

シャペコエンセ
- カンピオナート・カタリネンセ : 2011

クルゼイロ
- カンピオナート・ブラジレイロ・セリエA : 2013

コリンチャンス
- カンピオナート・ブラジレイロ・セリエA : 2015
- カンピオナート・パウリスタ : 2018